# 明和事件

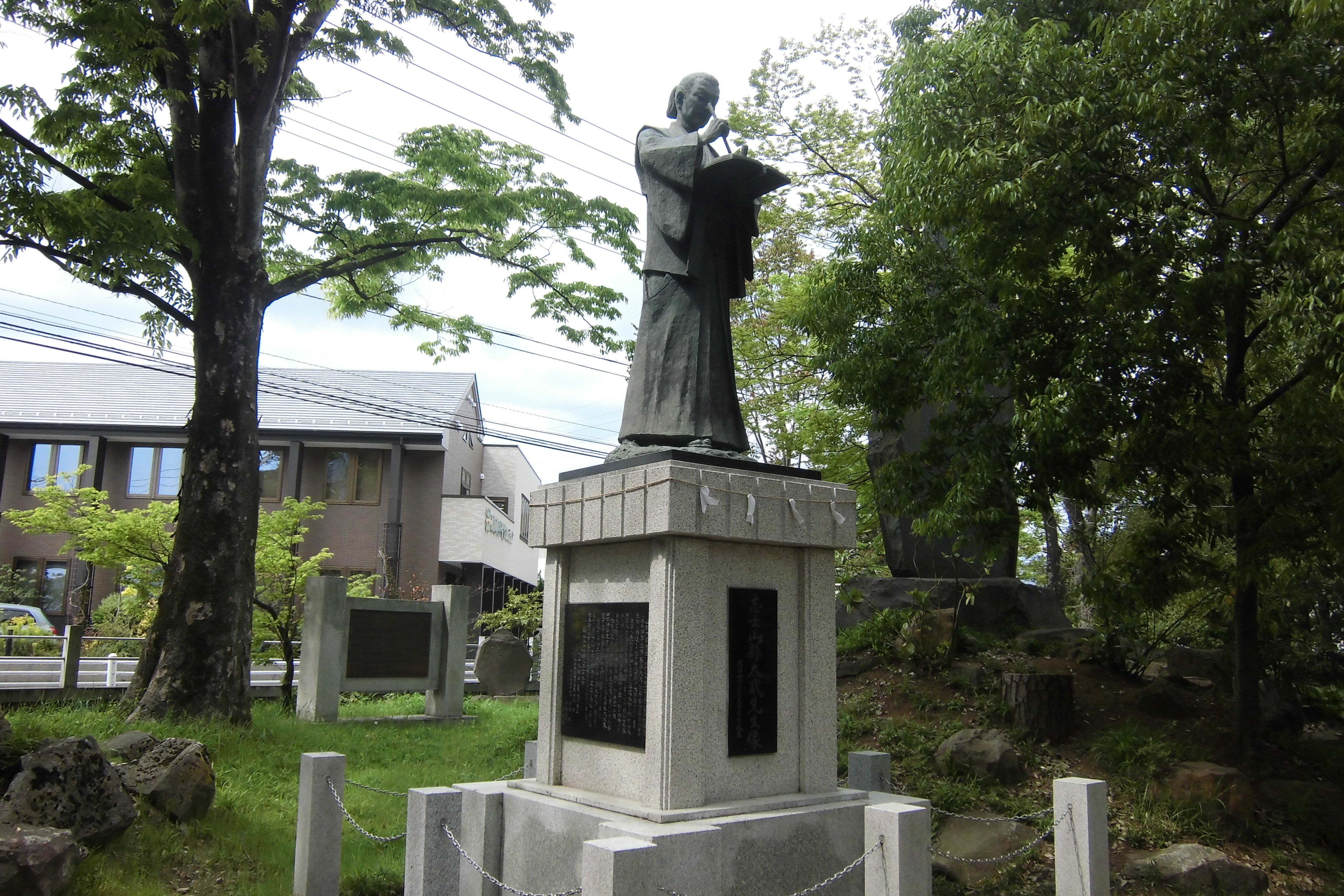
山県大弐銅像（山県神社）

明和事件（めいわじけん）は、江戸時代中期におこった幕府による尊王論者弾圧事件。
甲斐国出身の山県大弐は、江戸へ出て兵学・儒学を教え大義名分に基づく尊王思想を鼓吹し、その一方で宝暦8年（1758年）に起きた宝暦事件に連座した藤井右門（直明）は江戸に出て大弐の家に寄宿し江戸攻略の軍法を説いた。幕府は上野国小幡藩（2万石）の内紛にかこつけて両名を逮捕し、明和4年（1767年）不敬罪として大弐を死罪に、右門を獄門に処した。さらに、宝暦事件により重追放となった竹内敬持にも累を及ぼして遠島に処した。また、小幡藩主の織田家（織田信長の次男織田信雄の末裔）は出羽国高畠への移封（のち拠点を天童に移行した）の上、織田信長の子孫ということで認められていた国主格の待遇も廃された。